# モンテ・レマ
モンテ・レマは、スイスとイタリアの国境に位置する標高1,621mの山。イタリアのミラノから北北西に100㎞ほどの処に位置する。頂上へはMiglieglia（ミリエリア・スイス:ティチーノ州）の村からケーブルカーで楽に到達することができ、ルガーノ湖やマッジョーレ湖を眺望することが出来る。モンテ・タマロまでの5時間弱で縦走できるコースも知られている。かつて一時期、ヘルマン・ヘッセがこの近くに住んでいた。